# Чарновець (Отвоцький повіт)
Чарновець (пол. Czarnowiec) — село в Польщі, у гміні Осецьк Отвоцького повіту Мазовецького воєводства.
Населення — 88 осіб (2011).
У 1975-1998 роках село належало до Седлецького воєводства.

## Демографія
Демографічна структура станом на 31 березня 2011 року:
|          | Загалом | Допрацездатний вік | Працездатний вік | Постпрацездатний вік |
| -------- | ------- | ------------------ | ---------------- | -------------------- |
| Чоловіки | 42      | 5                  | 29               | 8                    |
| Жінки    | 46      | 6                  | 24               | 16                   |
| Разом    | 88      | 11                 | 53               | 24                   |